# Qarunavus
Qarunavus — вимерлий рід ссавців ряду Ptolemaiida. Єдиний вид, Qarunavus meyeri, відомий із нижньоолігоценової формації Джебель Катрані на території сучасного Єгипту. Назва роду, описана Елвіном Саймонсом і Філіпом Джінгерічем у 1974 році, є комбінацією Qarun, арабського терміна для озера Моеріс, і -avus, латинського «предка». Видовий вшановує Гранта Е. Майєра з Єльського музею Пібоді.